# 默德拉什鄉 (哈爾吉塔縣)

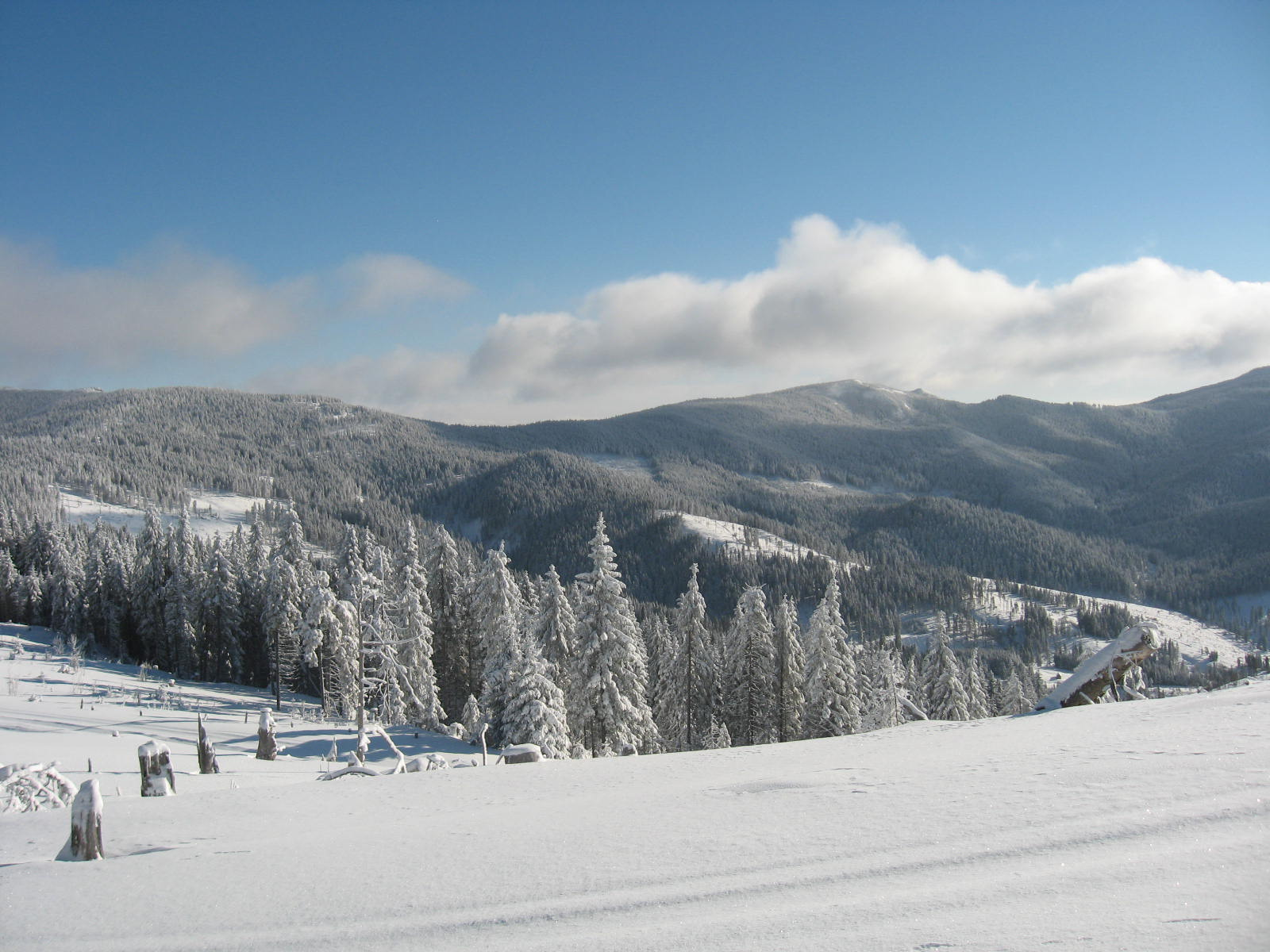

46°30′0″N 25°45′0″E / 46.50000°N 25.75000°E
默德拉什鄉（羅馬尼亞語：Comuna Mădăraș, Harghita），是羅馬尼亞的鄉份，位於該國中部，由哈爾吉塔縣負責管轄，面積66平方公里，海拔高度698米，2007年人口2,192，人口密度每平方公里33人。